# Vescovo suffraganeo in Europa
Il titolo di Vescovo in Europa è usato da un vescovo suffraganeo della Diocesi di Gibilterra in Europa della Chiesa anglicana, nella Provincia ecclesiastica di Canterbury. Il vescovo suffraganeo assiste l'ordinario diocesano nella supervisione della più estesa diocesi della Chiesa anglicana.

## Elenco dei vescovi suffraganei in Europa
| Nome                  | Dal  | Al   | Note                    |
| --------------------- | ---- | ---- | ----------------------- |
| Ambrose Weekes        | 1980 | 1986 |                         |
| Edward Holland        | 1986 | 1995 | Trasferito a Colchester |
| Henry William Scriven | 1995 | 2002 |                         |
| David Hamid           | 2002 |      |                         |